# Tenet
Tenet è un film del 2020 scritto, diretto e co-prodotto da Christopher Nolan.
Il film, una produzione anglo-statunitense, è interpretato da un cast corale formato da John David Washington, Robert Pattinson, Elizabeth Debicki, Dimple Kapadia, Michael Caine, Kenneth Branagh e Aaron Taylor-Johnson. La trama segue le azioni di un agente segreto (noto come il Protagonista), che cerca di impedire lo scatenarsi della terza guerra mondiale sfruttando lo scorrere del tempo.
La stesura della sceneggiatura ha richiesto più di cinque anni di lavoro, dopo un'iniziale elaborazione durata più di un decennio. La fase di pre-produzione è iniziata sul finire del 2018, quella di casting nel marzo del 2019. Le riprese si sono svolte da maggio a novembre 2019 in Danimarca, Estonia, India, Italia, Norvegia, Regno Unito e Stati Uniti. Il direttore della fotografia, Hoyte van Hoytema, ha utilizzato per le riprese una pellicola 70 mm e IMAX. Il film ha richiesto l'utilizzo di un centinaio di navi e di un migliaio di comparse. La colonna sonora è stata composta da Ludwig Göransson, sostituendo Hans Zimmer, collaboratore abituale del regista.
Rinviato tre volte a causa della pandemia di COVID-19, Tenet è uscito nel Regno Unito il 26 agosto 2020 e il 3 settembre negli Stati Uniti in IMAX, 35 mm e 70 mm. Il film è stato la prima grande produzione hollywoodiana a essere distribuita nelle sale cinematografiche dopo le chiusure forzate a causa della pandemia, arrivando a incassare oltre 360 milioni di dollari in tutto il mondo e divenendo così il quinto film per incassi del 2020. Ha ricevuto giudizi contrastanti da parte della critica, che - pur lodando le interpretazioni e gli effetti visivi - ha espresso dubbi sulla chiarezza della trama e sul mixaggio audio, sottolineando anche una certa "freddezza" emotiva nella caratterizzazione dei personaggi.
Il titolo e diversi nomi di personaggi, luoghi e organizzazioni citati nel film sono ispirati all'enigmatica iscrizione palindroma in latino del quadrato del Sator, Sator arepo tenet opera rotas. "Tenet", parola anch'essa palindroma, in lingua inglese significa "dottrina, dogma" (dal latino "tiene") e contiene un doppio riferimento al dieci (ten in inglese), numero che è saliente nel finale della pellicola.

## Trama
Durante un assalto terroristico al Teatro dell'Opera di Kiev, un agente della CIA, il "Protagonista", partecipa sotto copertura a un'operazione russa per salvare un agente compromesso e recuperare un oggetto non identificato rubato. Dopo avere salvato l'agente e recuperato l'oggetto, il Protagonista invia parte della sua squadra attraverso un'uscita segreta e ritorna sulla scena dell'assalto, venendo salvato da un uomo mascherato, con un filo rosso sullo zaino, che uccide l'uomo che lo stava minacciando sparando un proiettile "invertito", ovvero facendolo rientrare nell'arma. Il Protagonista si unisce nuovamente ai russi che, resisi conto di essere stati ingannati, lo torturano; l'uomo resiste all'interrogatorio ed approfitta di un momento di disattenzione per inghiottire una pillola avvelenata e suicidarsi.
Inaspettatamente il Protagonista si risveglia su un'imbarcazione, scoprendo che la pillola non era mortale e che i russi hanno catturato e ucciso tutti i membri della sua squadra, appropriandosi dell'oggetto non identificato; la pillola era un test per valutare il grado di lealtà di un agente nei confronti della sua squadra, test che non tutti riescono a passare e che gli vale il reclutamento in un'organizzazione segreta chiamata "Tenet", la cui missione riguarda in qualche modo la salvezza del genere umano. Il Protagonista viene quindi condotto in un laboratorio segreto dove incontra Laura, una scienziata che si sta dedicando allo studio di proiettili e di altri oggetti, provenienti da una guerra che avverrà nel futuro, la cui entropia risulta "invertita" e che pertanto si muovono all'indietro nel tempo. La scienziata ritiene che, nel futuro, sia stata sviluppata una tecnologia che consente di invertire l'entropia degli oggetti e di spostarsi indietro nel tempo per mezzo dell'inversione del flusso temporale, ed è preoccupata che questo processo possa essere utilizzato per portare armi nucleari in tempi in cui ancora non esistevano.
Il Protagonista traccia le cartucce dei proiettili provati da Laura fino alla trafficante di armi Priya Singh, residente a Mumbai. Nella città indiana incontra il fisico ed agente segreto Neil, grazie al quale si infiltra nell'edificio della trafficante di armi, che risulta a sua volta essere un membro di Tenet. Priya informa il Protagonista che i proiettili da lei prodotti erano stati acquistati e invertiti dall'oligarca russo Andrei Sator, che sembra essere in grado di comunicare con il futuro. Per raggiungere Sator il protagonista si avvicina con un pretesto alla moglie Kat, una gallerista che tempo prima aveva venduto allo stesso Sator un falso di un dipinto di Goya. Sator, venuto a conoscenza del falso, la tiene sotto permanente ricatto per tenerla lontana dal figlio e manipolarla. Per assicurarsi l'aiuto di Kat, il Protagonista organizza il furto del falso custodito in un magazzino d'opere d'arte presso l'aeroporto di Oslo, usando come diversivo un incidente aereo.
Una volta entrati nella struttura i due trovano una macchina con due portelli rotanti, da cui escono due uomini camuffati dei quali uno è invertito. Mentre il Protagonista combatte contro quest'ultimo, Neil affronta e smaschera quello non invertito (che non viene inquadrato), lasciandolo andare e raggiungendo poi il Protagonista, impedendogli di uccidere quello invertito con la scusa che hanno bisogno di sapere se sono compromessi. L'operazione fallisce poiché i due non trovano il dipinto e gli uomini camuffati svaniscono. In seguito Priya spiega loro che la macchina era un "Tornello", ovvero un dispositivo di inversione del tempo sviluppato in futuro, e che i due uomini camuffati che li hanno attaccati erano la stessa persona, l'una invertita dell'altra. In seguito il Protagonista mente a Kat, dicendole che il dipinto è andato distrutto, e la donna organizza un incontro con Sator, che rivela alla moglie che un "presentimento" lo ha portato a spostare il dipinto dal caveau prima dell'incidente all'aeroporto. Al contempo il Protagonista riesce a conoscere Sator, che inizialmente non gradisce la presenza dell'uomo. Durante un viaggio in barca Kat tenta di uccidere il marito, ma il Protagonista lo salva, chiedendogli poi aiuto per rubare una cassa di plutonio 241.
A Tallinn il Protagonista e Neil assaltano un convoglio blindato e riescono a rubare il plutonio, ma si rendono conto che in realtà si tratta dell'oggetto non identificato che andava recuperato al Teatro dell'Opera di Kiev. La fuga è poi compromessa dalla presenza di due veicoli "invertiti", in uno dei quali vi è Sator che tiene in ostaggio Kat, usandola come leva per arrivare all'artefatto. Il Protagonista consegna a Sator la valigetta facendola rimbalzare sul secondo veicolo invertito. L'oligarca se ne va, lasciando Kat da sola in auto in piena velocità. Dopo averla salvata il Protagonista viene catturato e portato in un magazzino di proprietà di Sator dove si trova un altro Tornello. In un confuso interrogatorio un Sator invertito ferisce gravemente Kat con un proiettile a sua volta invertito e quindi mortale anche solo causando una minima ferita, e chiede dove si trova l'artefatto, poiché la valigetta era vuota. Il Protagonista mente dicendo che l'ha lasciato in macchina. Dopo avere ottenuto l'informazione che voleva entra in scena il Sator non invertito per uccidere il Protagonista, ma viene interrotto da una squadra di membri di Tenet guidata da Ives; Sator riesce a fuggire indietro nel tempo tramite il Tornello e Neil rivela che Ives è in realtà uno degli agenti di Tenet.
Per salvare Kat dalla morte, il Protagonista e Neil la portano attraverso il Tornello di Sator, invertendosi. Il Protagonista, sebbene Neil gli spieghi che ciò che è successo non può essere cambiato, decide di tornare al luogo del precedente inseguimento e parte alla volta di Sator con quello che si scopre essere il secondo veicolo invertito di poco prima, veicolo in cui il Protagonista non invertito aveva lanciato l'artefatto prima di consegnare la valigetta vuota a Sator. L'auto guidata dal Protagonista viene fatta ribaltare e incendiata da Sator che si impadronisce dell'agognato oggetto. Dopo essere stato salvato di nuovo dalla squadra di Ives il Protagonista torna indietro di una settimana sino all'incidente dell'aeroporto di Oslo al fine di ripristinare la loro entropia sfruttando il Tornello lì presente, oltre che per ultimare il salvataggio di Kat. Mentre si infiltrano nuovamente nel magazzino, camuffati, il Protagonista invertito combatte contro il sé stesso del passato prima di raggiungere il Tornello e re-invertirsi, uscendo dall'altro lato, dove c'è il Neil del passato che lo insegue e lo smaschera, per poi lasciarlo andare, conscio della situazione. Nel frattempo il Neil invertito porta Kat attraverso il Tornello, re-invertendo entrambi.
Il Protagonista decide di parlare con Priya per delle delucidazioni e lei gli spiega che gli artefatti sono parti di un "Algoritmo" sviluppato nel futuro e in grado di invertire catastroficamente il mondo intero, sterminandone gli attuali abitanti. La razza umana del futuro sta usando Sator per assemblarlo e attivarlo, pensando così di prevenire gli effetti drammatici del riscaldamento globale, convinti che uccidendo le persone da cui discendono non possano subire conseguenze, così da cominciare a vivere in un tempo che va a ritroso, in un mondo tutto loro. Priya rivela che Sator è ormai in possesso di tutti gli artefatti che compongono l'Algoritmo. Kat spiega poi che Sator sta morendo di un cancro al pancreas inoperabile; deducono quindi che l'algoritmo si attiverà al momento della sua morte tramite un dispositivo al polso, mascherato da misuratore del battito cardiaco, come ultimo gesto egoista di chi morendo vuole trascinare l'intera umanità con sé. Kat crede che Sator sceglierà di morire nel loro ultimo giorno felice, su uno yacht al largo del Vietnam. Il Protagonista, Neil, Kat e le forze di Tenet si invertono e tornano indietro a quel giorno, in modo che Kat possa ritardare il suicidio di Sator per fare guadagnare tempo alle squadre di Tenet che cercheranno di mettere al sicuro l'Algoritmo, rintracciato presso la città siberiana di Stalsk-12.
Nell'abbandonata cittadina siberiana Ives e i suoi uomini iniziano una "manovra a tenaglia temporale" di dieci minuti, dove metà delle loro truppe si muove avanti nel tempo verso la zona di fuoco, mentre l'altra metà si muove all'indietro. In Vietnam Kat trova Sator sul suo yacht e finge di essere la se stessa più giovane, in quanto l'effettiva se stessa del passato si era allontanata con il figlio. A Stalsk-12 il Protagonista non riesce a raggiungere l'Algoritmo che si trova dietro un cancello chiuso a chiave, finché un cadavere camuffato che si trovava lì, con lo zaino contrassegnato dal familiare filo rosso, muovendosi al contrario, torna in vita e salva il protagonista da un colpo di pistola, sbloccando il cancello. Kat uccide prematuramente Sator, proprio mentre il protagonista e Ives stanno recuperando l'Algoritmo, tuffandosi poi dallo yacht e venendo notata dalla sé stessa del passato.
Il Protagonista, Neil e Ives suddividono i componenti dell'algoritmo e si separano, con la promessa di nasconderli e, a tempo debito, di uccidersi per evitarne il ritrovamento. Prima che Neil parta cede i suoi pezzi al Protagonista, che nota un filo rosso sul suo zaino. Neil gli rivela così che una versione futura del Protagonista lo aveva reclutato per Tenet anni prima e che questa missione è la fine di una lunga amicizia che il Protagonista deve ancora vivere.
Tempo dopo, a Londra, Priya tenta di uccidere Kat poiché quest'ultima conosce i segreti dei viaggi nel tempo, ma viene uccisa dal Protagonista che ha compreso che in futuro sarà lui stesso il direttore delle operazioni di Tenet.

## Produzione

### Pre-produzione
Il film è stato annunciato all'inizio del 2019. Inizialmente è stato usato il titolo di lavorazione di Merry Go Round. Nolan ha dichiarato che: «partiremo dal punto di vista di un film di spionaggio, ma andremo verso mete differenti. Attraverseremo generi diversi in una formula, spero, fresca ed emozionante».
John David Washington è entrato a fare parte del cast a marzo del 2019, scelto da Nolan nel ruolo del protagonista per via della sua interpretazione in BlacKkKlansman (2018). Lo stesso mese, Elizabeth Debicki e Robert Pattinson si sono aggiunti al cast. Quest'ultimo ha dichiarato di essersi ispirato ai modi dello scrittore Christopher Hitchens per il suo personaggio. La sceneggiatura del film è stata tenuta quanto più possibile segreta, per evitare fughe di notizie; sia a Washington sia a Pattinson è stato permesso di leggerla solo in una stanza chiusa a chiave, mentre Michael Caine, le cui scene sono state girate in un solo giorno, ha ricevuto esclusivamente le pagine con i suoi dialoghi, senza ulteriori spiegazioni.

### Budget
Il budget del film è stato di 200 milioni di dollari, il più alto che finora il regista abbia avuto a disposizione.

### Riprese
Le riprese principali del film, che hanno impiegato una troupe di circa 250 persone, sono cominciate nel maggio del 2019 e si sono tenute in sette diversi paesi: Danimarca, Estonia, India, Italia, Norvegia, Regno Unito e Stati Uniti d'America.
Le riprese in Estonia si sono tenute a Tallinn nei mesi di giugno e luglio, comportando la chiusura del Linnahall, delle vie adiacenti e dell'autostrada T4. La pianificazione originaria delle riprese prevedeva la chiusura della strada principale del distretto di Lasnamäe per un mese. A seguito delle preoccupazioni riguardo all'originaria pianificazione delle riprese espresse dal sindaco della città Mihhail Kõlvart, la produzione ha raggiunto un compromesso tramite un blocco solo parziale e l'uso di deviazioni. Kõlvart ha poi concesso alla produzione due giorni aggiuntivi di occupazione del suolo pubblico. La sessione estone di riprese è costata 16,4 milioni di euro, tra cui un rimborso fiscale pagato dalla Warner a Film Estonia che ne ha poi rimborsato il 30%.
Ad agosto le riprese si sono spostate ad Amalfi, in costiera amalfitana, e poi a Londra nel quartiere di Hampstead, anche nel palazzo di Cannon Hall. Il mese seguente si sono tenute a Oslo, al Teatro dell'Opera e nel quartiere di Tjuvholmen, per poi trasferirsi in Danimarca, a Rødbyhavn e nel parco eolico offshore di Rødsand.
Sempre a settembre le riprese si sono tenute per cinque giorni a Mumbai, dove Nolan si era recato nei mesi di febbraio e aprile per ragioni di location scouting; qui Nolan stabilì un record, poiché i permessi per girare gli sono stati concessi in meno di una settimana. La sessione di riprese indiana è stata completata nella metà del tempo previsto. Durante le riprese di una scena al Portale dell'India, la troupe ha contribuito a salvare un uomo che ha tentato il suicidio gettandosi dall'adiacente Taj Mahal Palace Hotel. Le riprese poi si sono spostate nella città di Victorville in California.
Per girare il film il direttore della fotografia Hoyte van Hoytema ha usato una combinazione di pellicola 70 millimetri e IMAX.

### Post-produzione
Jennifer Lame ha montato il film, sostituendo l'abituale collaboratore di Nolan Lee Smith, impegnato nella post-produzione di 1917 (2019). Gli effetti visivi sono stati curati dalla britannica Double Negative.

## Colonna sonora
La colonna sonora del film è stata composta da Ludwig Göransson, in sostituzione dello storico collaboratore di Nolan Hans Zimmer, già impegnato come compositore di Dune (2021).
Tracce
Testi e musiche di Ludwig Göransson, tranne la traccia 18 con scrittura aggiuntiva di Travis Scott e WondaGurl.
1. Rainy Night in Tallinn – 8:01
2. Windmills – 5:16
3. Meeting Neil – 2:16
4. Priya – 3:24
5. Betrayal – 3:56
6. Freeport – 3:39
7. 747 – 7:05
8. From Mumbai to Amalfi – 4:26
9. Foils – 3:11
10. Sator – 2:51
11. Trucks in Place – 5:32
12. Red Room Blue Room – 3:29
13. Inversion – 3:32
14. Retrieving the Case – 3:20
15. The Algorithm – 5:58
16. Posterity – 12:42
17. The Protagonist – 4:48
18. The Plan – 3:05

Durata totale: 86:31
Tracce Bonus
1. Fast Cars – 3:35
2. Turnstile – 6:15

Durata totale: 9:50
Durata totale dell'album con le tracce bonus: 96:21
Nota
Tutti i titoli dei brani sono stilizzati in maiuscolo.

## Promozione
Il primo teaser trailer del film è stato pubblicato nell'agosto del 2019 e il 19 dicembre dello stesso anno è stato distribuito in rete il trailer esteso; il 21 maggio 2020 è stato distribuito in rete il secondo trailer. Nel mese di maggio la produzione ha modificato il logo del film, dato che le ultime due lettere invertite per creare l'effetto del palindromo, sono praticamente identiche a quelle di Tenet Components, una marca di componenti per biciclette. Il 22 agosto 2020 è stato pubblicato il trailer finale.

## Distribuzione
La data d'uscita del film era inizialmente fissata per il 17 luglio 2020 nelle sale cinematografiche statunitensi, anche in IMAX, 35 e 70 millimetri. A causa della pandemia di COVID-19, questa è stata posticipata prima al 31 luglio e successivamente al 12 agosto, prima di venire fissata definitivamente per il 3 settembre 2020.
In Italia il film è stato distribuito nelle sale cinematografiche il 26 agosto 2020 dalla Warner Bros. Pictures Italia, dopo essere stato inizialmente previsto per il 18 settembre e in seguito anticipato al 3 agosto.

### Censura
Negli Stati Uniti la visione del film è stata vietata ai minori di 13 anni non accompagnati a causa di «sequenze intense di violenza e/o azione, alcuni riferimenti allusivi e breve utilizzo di linguaggio forte».
In Gran Bretagna il film ha subito il taglio di nove secondi di una scena ritenuta troppo forte, per non dovere rientrare in una classificazione più restrittiva del «Vietato ai minori di 12 anni non accompagnati».

### Edizione italiana
La direzione del doppiaggio e i dialoghi italiani sono a cura di Marco Mete, per conto della Laser Digital Film.

## Accoglienza

### Incassi
Il film debutta sugli schermi italiani con un incasso di oltre 404.000 euro nel primo giorno di uscita. Durante il primo weekend raccoglie quasi 2 milioni di euro al box office italiano e 35 milioni sui mercati internazionali. La settimana seguente debutta con oltre 20 milioni al box office americano e raggiunge quasi 150 milioni globali, rappresentando l'inizio della via per il recupero delle sale cinematografiche dopo la pandemia di COVID.
Tenet con un budget di 205 milioni di dollari ha incassato 58,4 milioni di dollari in Nord America e 305,2 milioni nel resto del mondo, per un totale di 363,6 milioni.

### Critica
Il film ha ricevuto giudizi generalmente positivi da parte della critica. Sull'aggregatore Rotten Tomatoes il film riceve il 69% delle recensioni professionali positive con un voto medio di 6.90 su 10 basato su 365 critiche, mentre su Metacritic ottiene un punteggio di 69 su 100 basato su 50 critiche.
Il film ha subito diviso la critica specializzata: Variety ha parlato di «un grande spettacolo d'intrattenimento» perfetto per quest'epoca ansiosa, mentre IndieWire lo ha definito talmente cerebrale da «scombinare la mente dello spettatore così tanto che sarà costretto a visioni multiple per rimetterla a posto». Paolo Mereghetti del Corriere della Sera ha dato al film un giudizio positivo, scrivendo che «il regista prende in contropiede i sensi dello spettatore per offrire uno spettacolo non ancora visto» ma aggiungendo che «per seguire la trama servono un paio di lauree in Fisica teorica». Gabriele Niola su Wired ha elogiato le capacità e le trovate tecniche del film precisando però che «una volta privato del meccanismo e dei misteri, a Christopher Nolan sembra davvero non rimanere altro. E anche il rapporto tra i protagonisti, che solo a quel punto diventa importante, non è supportato da niente». Per Benedetta Bragadini di Rolling Stone invece «Tenet è la quintessenza di Nolan, una sorta di summa di tutti i suoi film precedenti e di tutte le sue manie» anche se inferiore ad altre pellicole del regista come Inception.
Al CinemaScore il film riceve una B da una scala che va da F ad A+, il punteggio più basso per un film di Nolan dai tempi di The Prestige.

## Riconoscimenti
- 2021 - Premi Oscar
  - Migliori effetti speciali a Andrew Jackson, David Lee, Andrew Lockley e Scott Fisher;
  - Candidatura per la migliore scenografia a Nathan Crowley e Kathy Lucas;
- 2021 - Golden Globe
  - Candidatura per la miglior colonna sonora a Ludwig Göransson.
- 2021 - BAFTA
  - Migliori effetti speciali a Scott Fisher, Andrew Jackson e Andrew Lockley.
- 2020 - Chicago Film Critics Association Awards[59]
  - Candidatura per la migliore colonna sonora originale a Ludwig Göransson;
  - Candidatura per il miglior montaggio a Jennifer Lame;
  - Candidatura per il miglior utilizzo degli effetti speciali.
- 2021 - San Diego Film Critics Society Awards[60][61]
  - Migliori effetti speciali;
  - Candidatura per la miglior fotografia a Hoyte van Hoytema;
  - Candidatura per il miglior montaggio a Jennifer Lame;
  - Candidatura per la migliore scenografia a Nathan Crowley.
- 2021 - Satellite Award[62]
  - Migliori effetti visivi ad Andrew Jackson;
  - Candidatura per il miglior film drammatico;
  - Candidatura per la migliore fotografia a Hoyte van Hoytema;
  - Candidatura per la miglior colonna sonora originale a Ludwig Göransson;
  - Candidatura per il miglior sonoro a Willie D. Burton, Richard King, Kevin O'Connell e Gary A. Rizzo.

## Casi mediatici
Nel dicembre 2020 la Warner Bros. si rende protagonista di un botta e risposta con Christopher Nolan spiegando che alla base della decisione di distribuire anche in streaming i nuovi titoli in arrivo (come Dune, Godzilla vs. Kong e Matrix Resurrections) ci siano proprio gli incassi insoddisfacenti di Tenet in Nord America.
(Ann Sarnoff, CEO Warner Bros.)
Il regista ha in seguito puntualizzato di non essere stato lui a decidere la data di uscita al cinema di Tenet bensì la casa di produzione.
(Christopher Nolan)
Il film è stato nuovamente distribuito nelle sale IMAX, facendo registrare il tutto esaurito, in occasione della riapertura dei cinema statunitensi nel marzo 2021.